# Charlie Lee (squash)
Pour les articles homonymes, voir Lee.
Charlie Lee, né le 13 mai 1998 à Londres, est un joueur anglais de squash. Il atteint, en septembre 2023, la 43e place mondiale sur le circuit international, son meilleur classement.
Son père Danny Lee ainsi que son frère Joe Lee sont également joueurs de squash.

## Biographie
Il remporte une première grande victoire en battant l'ancien champion d'Europe Raphael Kandra classé 40 places devant lui au tournoi Optasia Championships 2023. Il confirme au tour suivant en éliminant l'ancien no 1 mondial et champion du monde Mohamed El Shorbagy.